# Goyō Hashiguchi
Goyō Hashiguchi, pseudonimo di Kiyoshi Hashiguchi (in giapponese 橋口五葉?, Hashiguchi Goyō; Kagoshima, 21 dicembre 1880 – Tokyo, 24 febbraio 1921), è stato un artista giapponese.

## Biografia

### Infanzia e formazione (1880-1905)
Kiyoshi Hashiguchi nacque nel 1880 a Kagoshima. Suo padre, Hashiguchi Kanemizu, era un samurai e un pittore dilettante che dipingeva nello stile Shijō. Costui assunse un professore di pittura Kanō nel 1899, quando Kiyoshi aveva dieci anni. In seguito Kiyoshi si iscrisse alla scuola di belle arti edochiana, dalla quale si laureò, come studente migliore della sua classe, nel 1905. Fu allora che scelse lo pseudonimo Goyō.

### Inizi (1905-1915)
La sua prima commissione fu l'illustrazione e l'impaginazione il romanzo di Natsume Sōseki Io sono un gatto nel 1905. In seguito, venne incaricato di illustrare altri libri di Futabatei Shimei, Roan Uchida, Sōhei Morita, Jun'ichirō Tanizaki, Nagai Kafū e di Kyōka Izumi.
Nel 1907, Goyō divenne noto grazie a un dipinto a olio a soggetto mitologico, Hagoromo (羽衣, "Il mantello di piume"), esposto alla prima Bunten (esposizione ufficiale del ministero della cultura e dell'istruzione); tuttavia, il pubblico fu meno entusiasta dei suoi dipinti a olio nel corso delle esposizioni successive.
Nel 1911, si fece notare nuovamente per un manifesto ukiyo-e disegnato per i grandi magazzini Mitsukoshi. Allora Goyō divenne un grande appassionato di ukiyo-e. Egli lesse e studiò le opere originali e le riproduzioni. Il suo interesse lo portò in particolare verso i grandi artisti classici dell'ukiyo-e e scrisse vari articoli su Utamaro, su Hiroshige e su Harunobu. A partire dal 1914, contribuì con degli altri articoli per vari studi sugli ukiyo-e pubblicati sulle riviste Bijutsu shinpō ("Il giornale dell'arte") e Ukiyo-e.

### Periodo creativo (1915-1921)

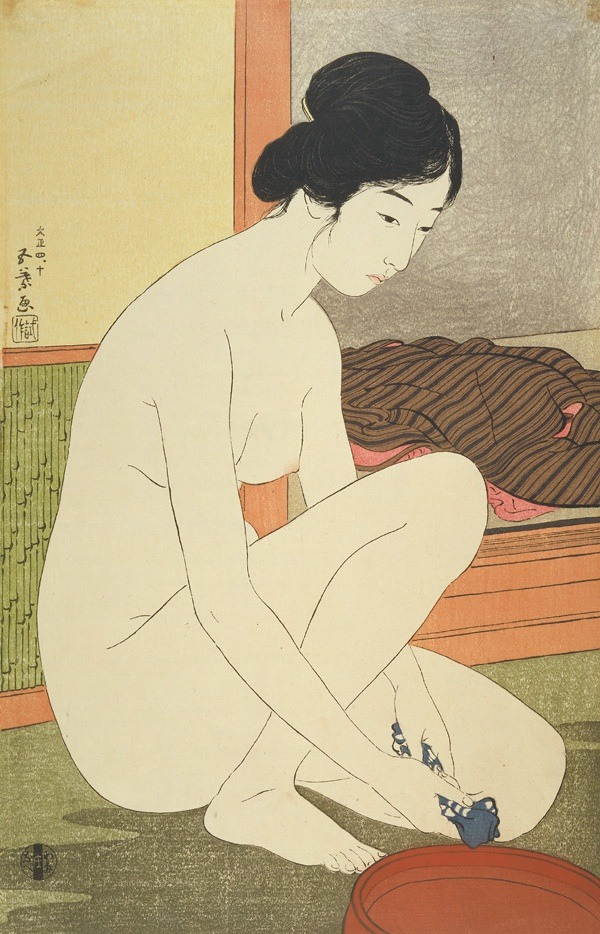
Nudo di donna dopo il bagno, silografia su carta, 1915

Nel 1915, incoraggiato dall'editore di shin-hanga Shōzaburō Watanabe, egli disegnò una stampa destinata a essere stampata sotto la direzione di Watanabe: si trattava del Nudo di donna dopo il bagno (浴場の女, Yokujō no on'na, "Donna al bagno"). Se Watanabe voleva continuare con questa collaborazione, Goyō decise diversamente. Tra il 1916 e il 1917 supervisionò la riproduzione di 12 volumi intitolati Yamato nishiki-e (やまと錦繪), quindi si appropriò delle tecniche degli artigiani incisori e stampatori. Contemporaneamente, egli disegnava dal vivo delle modelle. A partire dal 1918 e fino alla sua morte, si occupò egli stesso dell'incisione, della stampa e della pubblicazione delle proprie opere. Durante questo periodo realizzò 13 stampe - quattro paesaggi, una scena a tema naturale con delle anatre e otto ritratti muliebri. La sua opera conta dunque quattordici stampe, incluso il Nudo di donna dopo il bagno.

### Malattia e morte

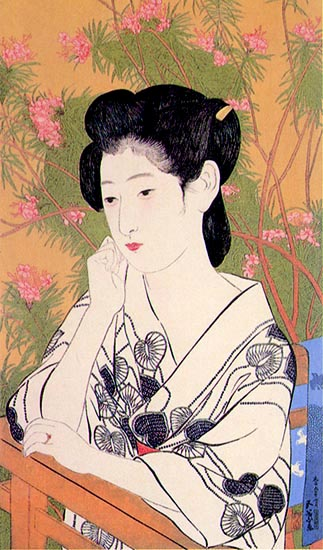
Onsen yado, 1921

Alla fine degli anni 1920, Hashiguchi, la cui salute era già fragile, contrasse la meningite. Dal suo letto di morte supervisionò la sua ultima opera, Onsen yado (温泉宿, "La locanda termale"), ma non poté finirla di persona. Morì nel febbraio del 1921. La morte prematura del maestro mise fine a un periodo breve di due anni nel quale aveva realizzato tutti i suoi capolavori.
Ciononostante, Goyō aveva lasciato vari schizzi a partire dai quali suo fratello maggiore e suo nipote crearono altre sette stampe. La loro incisione e la loro stampa furono commissionate a Maeda Kentaro e Hirai Koichi. Molti anni dopo, il fratello maggiore di Goyō si servì di altri disegni per creare dieci nuove stampe. Queste furono pubblicate in numero limitato con la stessa qualità delle stampe passate. Il processo di impressione fu supervisionato da Yasuo Hashiguchi, il nipote di Goyō.
Le stampe di Goyō Hashiguchi sono di grande qualità tecnica. Dalla loro pubblicazione, furono vendute molto facilmente, nonostante i loro prezzi molti alti. I blocchi di legno che servirono per l'impressione delle quattordici stampe originali e una gran parte delle stesse stampe andarono perduti durante il sisma del Kantō del 1923. Pertanto, ai giorni nostri le opere di Goyō sono diventate le più ricercate di tutte le stampe shin-hanga. Comunque, delle ristampe delle creazioni di Goyō sono tuttora disponibili sul mercato, a un prezzo più basso. La maggior parte di queste ristampe sono contrassegnate da un piccolo sigillo nei margini laterali, al contrario delle stampe originali.

## Galleria d'immagini

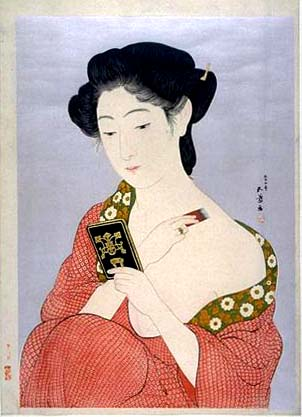
Keshō no on'na, silografia su carta, 1918
Kami sukeru on'na, silografia su carta, 1920
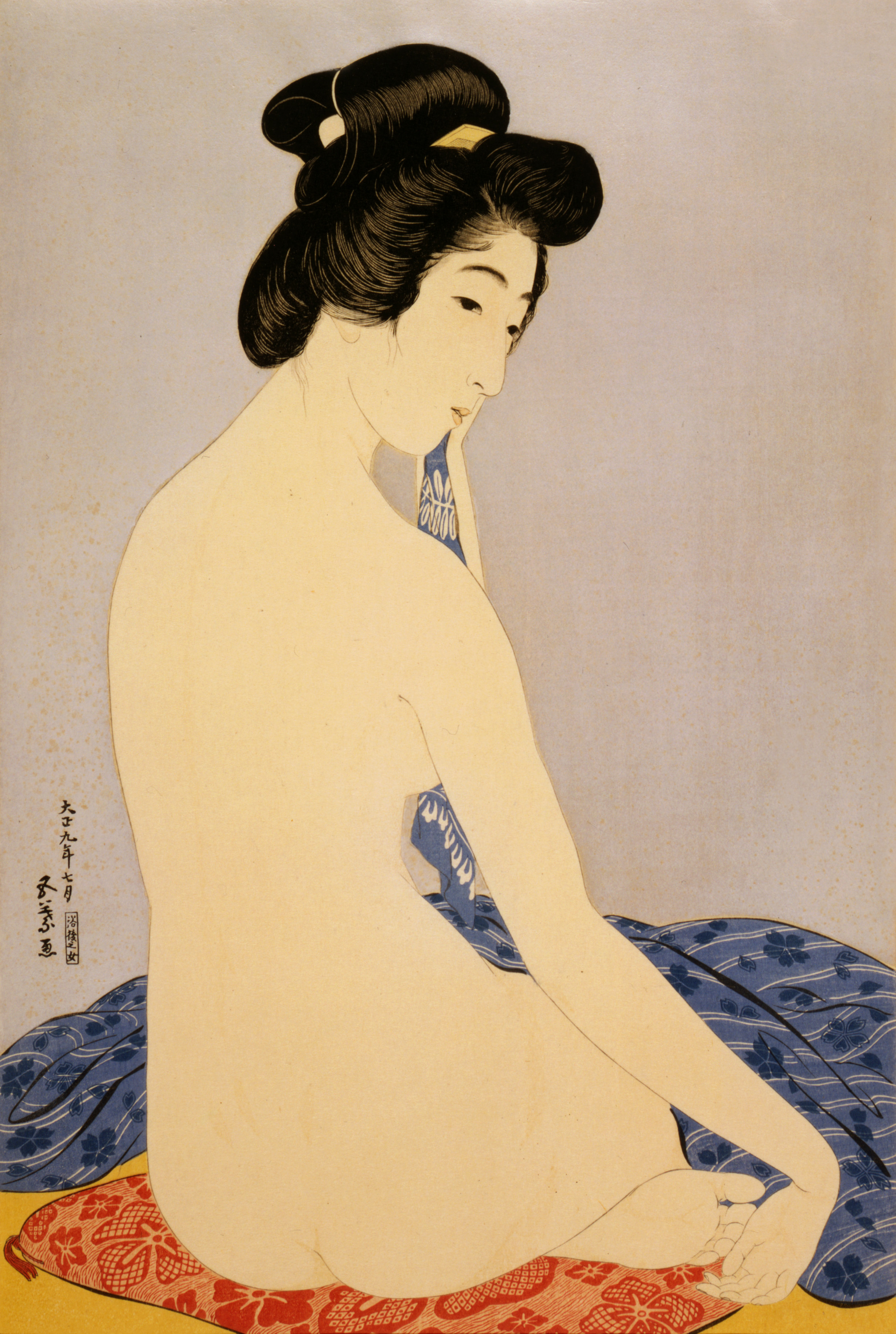
Yokugo no on'na, silografia cu carta, 1920